# Trận đồn Donelson
Trận đồn Donelson là trận đánh diễn ra từ ngày 11 tháng 2 đến 16 tháng 2 năm 1862, thuộc Mặt trận miền Tây trong Nội chiến Hoa Kỳ. Quân đội Liên bang miền Bắc đã đánh chiếm đồn Donelson, mở rộng đường sông Cumberland cho cuộc tấn công xuống miền Nam. Nhờ thắng trận này mà chuẩn tướng Ulysses S. Grant đang là sĩ quan không ai biết đến được thăng chức thiếu tướng và trở nên nổi tiếng với biệt hiệu Grant "đầu hàng vô điều kiện" ("Unconditional Surrender" Grant - viết tắt trùng với hai tên đầu của ông).
Sau khi hạ được đồn Henry ngày 6 tháng 2, Grant kéo quân chạy 12 dặm theo đường bộ tiến đến đồn Donelson từ ngày 12 đến ngày 13 tháng 2 và bắt đầu các cuộc công kích lẻ tẻ để thăm dò. Ngày 14 tháng 2, viên chỉ huy hải quân Andrew H. Foote đã cố hạ đồn bằng cách cho tàu chiến pháo kích nhưng bị quân miền Nam bắn trả dữ dội và buộc phải rút lui với nhiều thiệt hại.
Ngày 15 tháng 2, đồn Donelson bị bao vây, chỉ huy quân miền Nam là chuẩn tướng John B. Floyd liền bất thình lình đem quân kéo ra phá vòng vây mở đường thoát. Tướng Grant lúc đầu không có mặt tại chiến trường nhưng đã tới kịp để củng cố lực lượng và tiến hành phản kích, điều động quân miền Bắc đánh trả mãnh liệt. Mặc dù có giành được thắng lợi cục bộ nhưng Floyd thấy vậy đâm mất tự tin, kéo quân rút về đồn.
Sáng hôm sau, ngày 16 tháng 2, Floyd cùng phó tướng là Gideon J. Pillow đã chuyển giao quyền chỉ huy cho chuẩn tướng Simon Bolivar Buckner (người sau này trở thành thống đốc Kentucky), và Buckner liền chấp nhận ra hàng vô điều kiện tướng Grant.

## Thứ mục
- Cooling, Benjamin Franklin. The Campaign for Fort Donelson. National Park Service Civil War series. Fort Washington, PA: U.S. National Park Service and Eastern National, 1999. ISBN 1-888213-50-7.
- Eicher, David J. The Longest Night: A Military History of the Civil War. New York: Simon & Schuster, 2001. ISBN 0-684-84944-5.
- Esposito, Vincent J. West Point Atlas of American Wars. New York: Frederick A. Praeger, 1959. OCLC 5890637. The collection of maps (without explanatory text) is available online at the West Point website Lưu trữ ngày 29 tháng 8 năm 2012 tại archive.today.
- Foote, Shelby. The Civil War: A Narrative. Vol. 1, Fort Sumter to Perryville. New York: Random House, 1958. ISBN 0-394-49517-9.
- Gott, Kendall D. Where the South Lost the War: An Analysis of the Fort Henry—Fort Donelson Campaign, February 1862. Mechanicsburg, PA: Stackpole Books, 2003. ISBN 0-8117-0049-6.
- Kennedy, Frances H., ed. The Civil War Battlefield Guide. 2nd ed. Boston: Houghton Mifflin Co., 1998. ISBN 0-395-74012-6.
- McPherson, James M. Battle Cry of Freedom: The Civil War Era. Oxford History of the United States. New York: Oxford University Press, 1988. ISBN 0-19-503863-0.
- Nevin, David, and the Editors of Time-Life Books. The Road to Shiloh: Early Battles in the West. Alexandria, VA: Time-Life Books, 1983. ISBN 0-8094-4716-9.
- Simpson, Brooks D. Ulysses S. Grant: Triumph over Adversity, 1822–1865. New York: Houghton Mifflin, 2000. ISBN 0-395-65994-9.
- Woodworth, Steven E. Nothing but Victory: The Army of the Tennessee, 1861–1865. New York: Alfred A. Knopf, 2005. ISBN 0-375-41218-2.
- National Park Service battle description Lưu trữ ngày 11 tháng 12 năm 2003 tại Wayback Machine